# Anzor Boltukayev
Anzor Adamovich Boltukayev (né le 5 avril 1986 à Grozny) est un lutteur libre russe, d'origine tchétchène.
Médaillé de bronze des moins de 96 kg aux Championnats du monde de lutte 2013, il remporte le titre européen des moins de 97 kg lors des Championnats de Riga en 2016 et est médaillé d'argent aux Championnats d'Europe de lutte 2017.